# Scala cromatica
Una scala cromatica è una scala musicale composta dai dodici semitoni del sistema temperato. Il semitono è l'intervallo minimo tra due note.
Il termine "cromatico" deriva dal greco Chroma (colore): in genere le note cromatiche sono intese come armonicamente poco significanti e utilizzate per dare "colore" alle scale diatoniche spezzando gli intervalli di tono, e offrendo una maggiore varietà e fluidità melodica.

## Teoria musicale
A differenza delle scale diatoniche, composte da toni e semitoni, la scala cromatica o semitonale è composta da semitoni cromatici (l'intervallo che passa fra due suoni consecutivi dello stesso nome di cui uno alterato, ad esempio Re♭ e Re) e diatonici. Essa è formata da 12 suoni equidistanti fra loro (all'interno di un'ottava): è per questo simmetrica ed ha un'unica trasposizione possibile, rimane cioè identica a sé stessa a prescindere dalla nota di partenza. Tale scala non è dunque associabile ad alcun modo musicale o tonalità specifiche.
Benché nella pratica i musicisti ed i compositori siano spesso poco congruenti, i teorici della musica hanno suddiviso la notazione delle scale cromatiche in vari modi: scala cromatica ascendente, discendente, melodica e armonica.
La scelta tra due note omofone (ovvero scritte diversamente ma con suono uguale) è subordinata sia a precise regole armoniche (che sono trattate nello studio dell'armonia tradizionale), sia a principi di economia grafica.
Normalmente nelle scale ascendenti si usano i diesis ed in quelle discendenti i bemolle.
La scala cromatica armonica utilizza invece un insieme di note e alterazioni che rimane invariato sia scendendo che salendo o variando tonalità.
La scala cromatica melodica, ma vi sono discordanze di opinione, utilizza alterazioni differenti a seconda della tonalità (maggiore o minore) e a seconda del suo andamento (discendente o ascendente).
| Scala cromatica ascendente e discendente  | Scala cromatica ascendente e discendente |
| Scala armonica cromatica                  | Scala armonica cromatica di Do           |
| Esempio di scala melodica cromatica di Do | Scala melodica cromatica di Do           |

## Cromatismi
In pratica la scala cromatica completa non viene quasi mai usata nella sua estensione, se non nei casi in cui si intende riprodurre l'effetto di un glissando con strumenti che non possono modulare in maniera continua i suoni, o nella dodecafonia dove viene esposta per intero all'interno della costruzione di una serie.
È comune trovare esempi con frammenti di scala cromatica o passaggi cromatici fra diverse note della scala diatonica (denominati appunto "cromatismi").
I cromatismi cominciarono ad apparire nel Medioevo, sviluppandosi nel XVI secolo con compositori come Carlo Gesualdo. Un secolo dopo essi erano ormai parte del sistema musicale, in quanto alla base delle modulazioni.
Nella musica tardo-romantica assunsero grande importanza nella tessitura armonica dei brani (ben noti i cromatismi wagneriani), ma indebolendo in parte la percezione del senso di tonalità e contribuendo, nel XX secolo, al crollo del sistema tonale e alla nascita della dodecafonia.
Per quanto riguarda la musica tonale esistono numerosi esempi di come la scala cromatica possa essere inclusa in progressioni armoniche.
Un esempio di melodia cromatica è lo Studio op 10 nº 2 di Fryderyk Chopin, in cui il tema va eseguito con una tecnica di pianoforte particolarmente difficile .
Un esempio più moderno può essere riscontrato in Hotel California degli Eagles in cui, sugli accordi Si− / Fa♯ / La / Mi / Sol / Re, la melodia dell'assolo di chitarra è basata sulle note cromatiche discendenti Si / La♯ / La / Sol♯ / Sol / Fa♯.
Un altro esempio nella musica moderna è la progressione discendente nel coro di Astronomy Domine del gruppo rock britannico Pink Floyd dal La fino al Re.
Infine un esempio generico in cui il cromatismo non coinvolge la melodia può essere una scala discendente suonata al basso.
Ad esempio l'introduzione di Stairway to Heaven dei Led Zeppelin è basata sulla progressione di accordi La− / Fa7+ con la linea di basso cromatica discendente La / La♭ / Sol / Sol♭ / Fa.